# آناستازیا وزنیاک
آناستازیا وزنیاک (اوکراینی: Анастасія Романівна Возняк؛ زادهٔ ۹ دسامبر ۱۹۹۸) ژیمناست ریتمیک اهل اوکراین است.